# توم رود
توم رود (بالإنجليزية: Tom Ruud)‏ هو لاعب كرة قدم أمريكية أمريكي، ولد في 26 يوليو 1953 في أوليفيا في الولايات المتحدة.

## وصلات خارجية
- توم رود على موقع مرجع كرة القدم المحترفة.كوم (الإنجليزية)